# Roscelin av Compiègne
Roscelin av Compiègne (även Roscellinus, Roscellinus Compendiensis och Rucelinus), född cirka 1050 i Compiègne, död omkring 1124 i Besançon, var en fransk teolog och filosof.
Roscelin uppfattades av vissa, bland andra Anselm av Canterbury, som företrädare för en extrem nominalism. Trots att ytterst få texter finns bevarade av honom, har han kommit att bli sinnebilden för nominalismen, som var av avgörande betydelse i den så kallade universaliestriden. Han har även blivit känd för att förespråka triteism, det vill säga att Fadern, Sonens och Den Helige Ande var tre olika gudar.

## Biografi
Roscelin började att undervisa 1087. Han blev kanik i Compiègne, men måste 1092 återkalla sina triteistiska satser vid konciliet i Soissons 1093, varför han levde en kort tid i England och Rom. Han fortsatte sedan sin lärarverksamhet i Frankrike, bland annat i Besançon och Tours, tills han omkring 1120 försvinner ur sikte. 
Han har tillmätts stor betydelse i teologins historia, som den egentlige utbildaren av nominalismen. Detta kan dock vara en överdrift, som beror på att vi endast har hans motståndares ord att förlita oss på. Av Roscelin själv finns bara ett brev till Anselm bevarat, och kunskapen om hans doktrin kommer genom redogörelser i andra hand i verk av Anselm, Pierre Abélard, Johannes av Salisbury samt genom ett anonymt epigram. 
Han synes ha varit en rationalistiskt lagd dialektiker; i fråga om det filosofiska realiaproblemet var han väl konceptualist, i det att han blott erkände de enskilda tingen som fattbara, men som korrelat till de allmänna begreppen, vilka sålunda inte var bara tomma ord, om ock inte åtkomliga för oss annat än i tanken. Enligt utsagor från medeltiden var Roscelin den främste nominalisten, en ståndpunkt som innebar att endast konkreta ting ägde reell existens, varför de skilde mellan res (ting) och voces (ord). Den nominalistiska ståndpunkten sammanfattas i formeln universalia post rem (”universalia efter tinget”).
Som en direkt följd av detta menade den mera radikala nominalismen att abstrakta kollektiv saknade existens, utan var ord, som uppkommit genom att ett visst antal ting liknade varandra. Roscelin intog här ståndpunkten att allmänbegreppen var universale in voce, universella såsom ord. Det synes stå klart att han därmed inte avsåg förhållandet mellan genus och species eller uttalade sig om allmänbegreppens reella existens. 
Härigenom och genom påverkan av den grekiska terminologin kom han emellertid till en betoning av individerna i treenighetsläran, som ådrog honom anklagelsen för att lära ut att det fanns tre gudar, tre inkarnationer eller änglar, av tre substanser. Mot såväl hans nominalism som triteism, ställde sig även hans lärjunge Abélard. Viktigt var, att han dock påverkade denne i nominalistisk anda. Roscelins lära fördömdes som heretisk.